# Yellowhead Lake
Yellowhead Lake är en sjö i Kanada.   Den ligger i provinsen British Columbia, i den centrala delen av landet, 3 200 km väster om huvudstaden Ottawa. Yellowhead Lake ligger 1 105 meter över havet. Arean är 1,7 kvadratkilometer. Den sträcker sig 2,0 kilometer i nord-sydlig riktning, och 3,4 kilometer i öst-västlig riktning.
I omgivningarna runt Yellowhead Lake växer i huvudsak barrskog. Runt Yellowhead Lake är det mycket glesbefolkat, med 3 invånare per kvadratkilometer.